# European Film Awards 1992
La 5ª edizione della cerimonia di premiazione dei European Film Awards si è tenuta il 25 novembre 1992 a Potsdam, Germania.

## Vincitori e candidati
Vengono di seguito indicati in grassetto i vincitori.
Ove ricorrente e disponibile, viene indicato il titolo in lingua italiana e quello in lingua originale tra parentesi.
Miglior film
- Il ladro di bambini, regia di Gianni Amelio ( Italia)
- Gli amanti del Pont-Neuf (Les amants du Pont-Neuf), regia di Leos Carax ( Francia)
- Vita da bohème (La vie de bohème), regia di Aki Kaurismäki ( Finlandia)

Miglior film giovane
- De Noorderlingen, regia di Alex van Warmerdam ( Paesi Bassi)
- Nord, regia di Xavier Beauvois ( Francia)
- Tre giorni (Trys dienos), regia di Šarūnas Bartas ( Lituania)

Miglior attore
- Matti Pellonpää - Vita da bohème (La vie de bohème)
- Denis Lavant - Gli amanti del Pont-Neuf (Les amants du Pont-Neuf)
- Enrico Lo Verso - Il ladro di bambini

Miglior attrice
- Juliette Binoche - Gli amanti del Pont-Neuf (Les amants du Pont-Neuf)
- Barbara Sukowa - Europa
- Johanna ter Steege - Dolce Emma, cara Bobe (Édes Emma, drága Böbe - vázlatok, aktok)

Miglior attore non protagonista
- André Wilms - Vita da bohème (La vie de bohème)
- Ernst-Hugo Järegård - Europa
- Väino Laes - Rahu tänav

Miglior attrice non protagonista
- Ghita Nørby - Freud flyttar hemifrån...
- Bulle Ogier - Nord
- Evelyne Didi - Vita da bohème (La vie de bohème)

Miglior sceneggiatura
- István Szabó - Dolce Emma, cara Bobe (Édes Emma, drága Böbe - vázlatok, aktok)

Miglior fotografia
- Jean-Yves Escoffier - Gli amanti del Pont-Neuf (Les amants du Pont-Neuf)

Miglior scenografia e costumi
- Rikke Jelier - De Noorderlingen

Miglior montaggio
- Nelly Quettier - Gli amanti del Pont-Neuf (Les amants du Pont-Neuf)

Miglior colonna sonora
- Vincent van Warmerdam - De Noorderlingen

Miglior documentario
- Neregių žemė, regia di Audrius Stonys ( Lituania)

Menzione speciale
- Les amants d'assises, regia di Manu Bonmariage ( Belgio) (miglior documentario)
- Dostoevsky's Travels, regia di Paweł Pawlikowski ( Paesi Bassi) (miglior documentario)

Premio al merito
- Museum of the Moving Image (Londra)

Premio alla carriera
- Billy Wilder /